# Cantone di Mauléon-Barousse
Il Cantone di Mauléon-Barousse era una divisione amministrativa dell'arrondissement di Bagnères-de-Bigorre.
A seguito della riforma approvata con decreto del 25 febbraio 2014, che ha avuto attuazione dopo le elezioni dipartimentali del 2015, è stato soppresso.

## Composizione
Comprendeva i comuni di:
- Anla
- Antichan
- Aveux
- Bertren
- Bramevaque
- Cazarilh
- Créchets
- Esbareich
- Ferrère
- Gaudent
- Gembrie
- Ilheu
- Izaourt
- Loures-Barousse
- Mauléon-Barousse
- Ourde
- Sacoué
- Sainte-Marie
- Saléchan
- Samuran
- Sarp
- Siradan
- Sost
- Thèbe
- Troubat